# Beim Schlafengehen

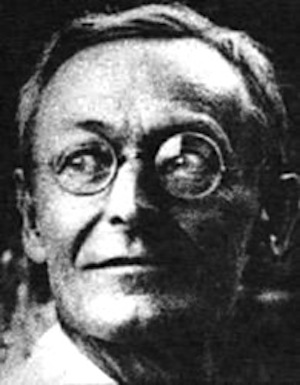
Hermann Hesse (1925)

Beim Schlafengehen ist ein Gedicht des Dichters Hermann Hesse.
Hesse schrieb es im Jahr 1911 und veröffentlichte es 1914 in seiner Gedichtsammlung Musik des Einsamen. Bekannt ist es bis heute vor allem in der Vertonung des späten Richard Strauss in Vier letzte Lieder (1948).
Thematisch ist das Gedicht ein Abendlied und schildert in drei Strophen mit je vier trochäisch geprägten und kreuzgereimten Versen das Zur-Ruhe-kommen von Tun, Denken und Wahrnehmen in der Einschlafphase sowie die Erwartung eines freien und intensiven Lebens der Seele im Schlaf.

## Textausgaben
- Hermann Hesse: Musik des Einsamen. Heilbronn 1914.
- Hermann Hesse: Die Gedichte 1892–1962. Frankfurt am Main 1992, ISBN 978-3-518-40455-3.